# 밴시 (미디어 플레이어)
밴시(Banshee)는 크로스 플랫폼 오픈 소스 미디어 플레이어이다. 2005년까지는 Sonance라는 이름을 사용했다. 모노와 GTK#에 기반을 두고 만들어졌으며 인코딩을 위해 GStreamer 멀티미디어 플랫폼을 사용했으며, Ogg Vorbis, MP3, FLAC을 포함한 다양한 미디어 포맷을 디코딩한다. 밴시는 CD를 재생하고 가져올 수 있으며 애플의 아이팟, 안드로이드 기기, 크리에이티브의 ZEN 플레이어를 포함한 수많은 포터블 미디어 플레이어를 지원한다. 기타 기능으로는 라스트 FM 연동, 앨범 아트워크 가져오기, 스마트 플레이리스트, 팟캐스트 지원 등이 있다.
밴시는 한때 1년 간 우분투의 기본 음악 플레이어였으며 어느 시점에는 리눅스 민트에서도 그랬지만 나중에 두 배포판에서 리듬박스로 대체되었다.
밴시는 SQLite 데이터베이스 라이브러리를 사용한다.